# 竹油芒
竹油芒（学名：Eccoilopus bambusoides）为禾本科油芒属下的一个种。

## 扩展阅读
- 維基物種上的相關：竹油芒